# Gabriela Szabo
Gabriela Szabo (ungarisch Szabó Gabriela; * 14. November 1975 in Bistrița, Kreis Bistrița-Năsăud) ist eine ehemalige rumänische Leichtathletin und derzeitige Sportfunktionärin und Politikerin. Sie war Mittel- und Langstreckenläuferin und Olympiasiegerin. Vom 5. März 2014 bis 4. November 2015 war Gabriela Szabo rumänische Jugend- und Sportministerin im Kabinett Ponta III und Kabinett Ponta IV.

## Biografie
Szabos Vater gehört der ungarischen Minderheit in Rumänien an, ihre Mutter ist Rumänin. Gabriela Szabo spricht selbst kein Ungarisch.
Bei den Europameisterschaften 1994 in Helsinki gewann die damals 18-Jährige die Bronzemedaille im 3000-Meter-Lauf. Danach ging es mit ihrer Karriere steil bergauf.
Insbesondere bei den Olympischen Spielen war sie erfolgreich. Bei den Spielen 1996 in Atlanta gewann sie die Silbermedaille im 1500-Meter-Lauf hinter der Russin Swetlana Masterkowa und vor Theresia Kiesl aus Österreich. Bei den Olympischen Spielen 2000 in Sydney gewann sie die Goldmedaille im 5000-Meter-Lauf vor der Irin Sonia O’Sullivan und der Äthiopierin Gete Wami sowie die Bronzemedaille über 1500 Meter hinter der Algerierin Nouria Mérah-Benida und ihrer Landsfrau Violeta Szekely.
Dreimal wurde sie Weltmeisterin: bei den Weltmeisterschaften 1997 und den Weltmeisterschaften 1999 über 5000 Meter und bei den Weltmeisterschaften 2001 über 1500 Meter. Außerdem wurde sie dreimal Hallenweltmeisterin über 3000 Meter (1995, 1997, und 1999) und hielt von 1999 bis 2020 den Halleneuroparekord über 5000 Meter mit einer Zeit von 14:47,35 min.
Ihr letzter großer Erfolg war der Gewinn der Silbermedaille über 1500 Meter bei den Europameisterschaften 2002 in München. Dies war ihre dritte Europameisterschaftsmedaille nach Bronze über 3000 Meter 1994 und Silber über 5000 Meter 1998. In der Halle war sie 1998 und 2000 Europameisterin über 3000 Meter.
Seit 1999 ist sie mit ihrem Trainer Zsolt Gyöngyössy verheiratet. 2004 trat sie vom Leistungssport zurück und widmete sich dem Abschluss ihres Sportstudiums. Im Jahr 2010 ist sie Vizepräsidentin des rumänischen Leichtathletikverbandes.
Vom 5. März 2014 bis 4. November 2015 war sie Ministerin für Jugend und Sport im Kabinett Ponta IV. 2016 kandidierte sie für den Vorsitz des Rumänischen Olympischen Komitees, unterlag bei der Abstimmung aber gegen Mihai Covaliu.

## Auszeichnungen
- 1999: Welt-Leichtathletin des Jahres
- 1999: Europas Leichtathletin des Jahres
- 1999: Europas Sportlerin des Jahres (PAP)
- 1999: Europas Sportlerin des Jahres (UEPS)
- 1999: Weltsportlerin des Jahres (La Gazzetta dello Sport)
- 1999: Rumäniens Sportlerin des Jahres
- 2000: Treudienst-Orden im Rang eines Kommandeurs[6]